# Thorsten Wennerström
Thorsten Carl Axel Wennerström, född 27 december 1872 i Stockholm, död där 2 november 1948, var en svensk militär och personhistorisk författare.
Thorsten Wennerström var son till grosshandlaren Daniel Constans Wennerström och Wendela Kristina Runberg. Han avlade officersexamen 1895, blev underlöjtnant vid Norrlands artilleriregemente 1896, löjtnant vid Positionsartilleriregementet 1904 och kapten där 1908. Efter genomgången krigshögskola 1900–1902 var han lärare i vapenlära vid Krigsskolan 1907–1912 samt idkade språkstudier i Ryssland 1913–1914. Han blev major på reservstat 1918, var aktuarie vid Generalstaben 1921–1933 och blev överstelöjtnant i armén 1932. Wennerström var Svenska Röda Korsets representant vid besiktning av fångläger i Ryssland, Tyskland och Österrike 1915–1917 under första världskriget och chef för Svenska Röda korsets organisation i Ryssland och Sibirien 1917–1918. Han tjänstgjorde 1919–1920 som svenskt ombud vid förhandlingar i Köpenhamn angående hemsändande av svenskar som vistades i Ryssland, var medarbetare i Stockholms Dagblad 1914–1917 samt var redaktör för tidskriften Försvarsfrämjandet 1941–1948. Wennerström var en intresserad person- och kulturhistorisk forskare utgav bland annat Kungl. Krigsakademien och Kungl. Krigsskolan åren 1792–1935, personhistoriska uppgifter (1936), Stockholms Stads Borgargarde (1937) samt Stockholms garnison genom tiderna (1947). Även om de uppgifter Wennerström i dessa arbeten inte helt stod för en vetenskaplig granskning, kom han i sina arbeten samla och redovisa personhistorisk material, som tidigare varit tämligen okänt.